# Български национален фронт
 Тази статия е за българската емигрантска организация.  За политическата партия вижте Български национален фронт (партия).  
Българският национален фронт, съкратено БНФ, е политическа организация на български емигранти, създадена в средата на XX век.
Тя се обявява за премахване на комунистическия режим в България и за възстановяване на Търновската конституция. Организацията е основана през декември 1948 година край Мюнхен като обединение на няколко съществуващи преди това националистически емигрантски групи, най-голяма сред които е базираният в Залцбург Български противоболшевишки съюз на Иван Дочев.
През следващите години са създадени клонове на БНФ в други западноевропейски страни, а през 1950 година е избрано централно ръководство, начело с Христо Статев. През 1959 година БНФ се разделя на 2 крила, ръководени съответно от Иван Дочев и Христо Статев.
През 1990-те години почетен председател е Иван Дочев, а лидер на Фронта е Никола Алтънков, който през 1995 г. прехвърля дейността му в Родината и основава Българския национален фронт в България, регистриран като политическа партия, участваща в обществения живот на страната.
Организацията в САЩ продължава да работи и се оглавява от Александър Дърводелски. Продължава издаването в Чикаго и на печатния ѝ орган списание „Борба“.